# برايان بومان (سياسي)
برايان بومان هو سياسي كندي، ولد في 18 أغسطس 1971 في وينيبيغ في كندا. نشط حزبياً في 2006 Progressive Conservative Party of Manitoba leadership election ‏. وقد انتخب عمدة وينيبيغ ‏ (4 نوفمبر 2014 – ).